# Fabricación espacial

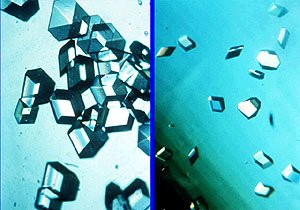
Comparación de insulina crecimiento de los cristales en el espacio exterior (izquierda) y en la Tierra (derecha)

La fabricación espacial es la producción de Bien económico más allá de la Tierra. Dado que la mayoría de las capacidades de producción se limitan a la Órbita terrestre baja, también se utiliza con frecuencia el término fabricación en órbita.

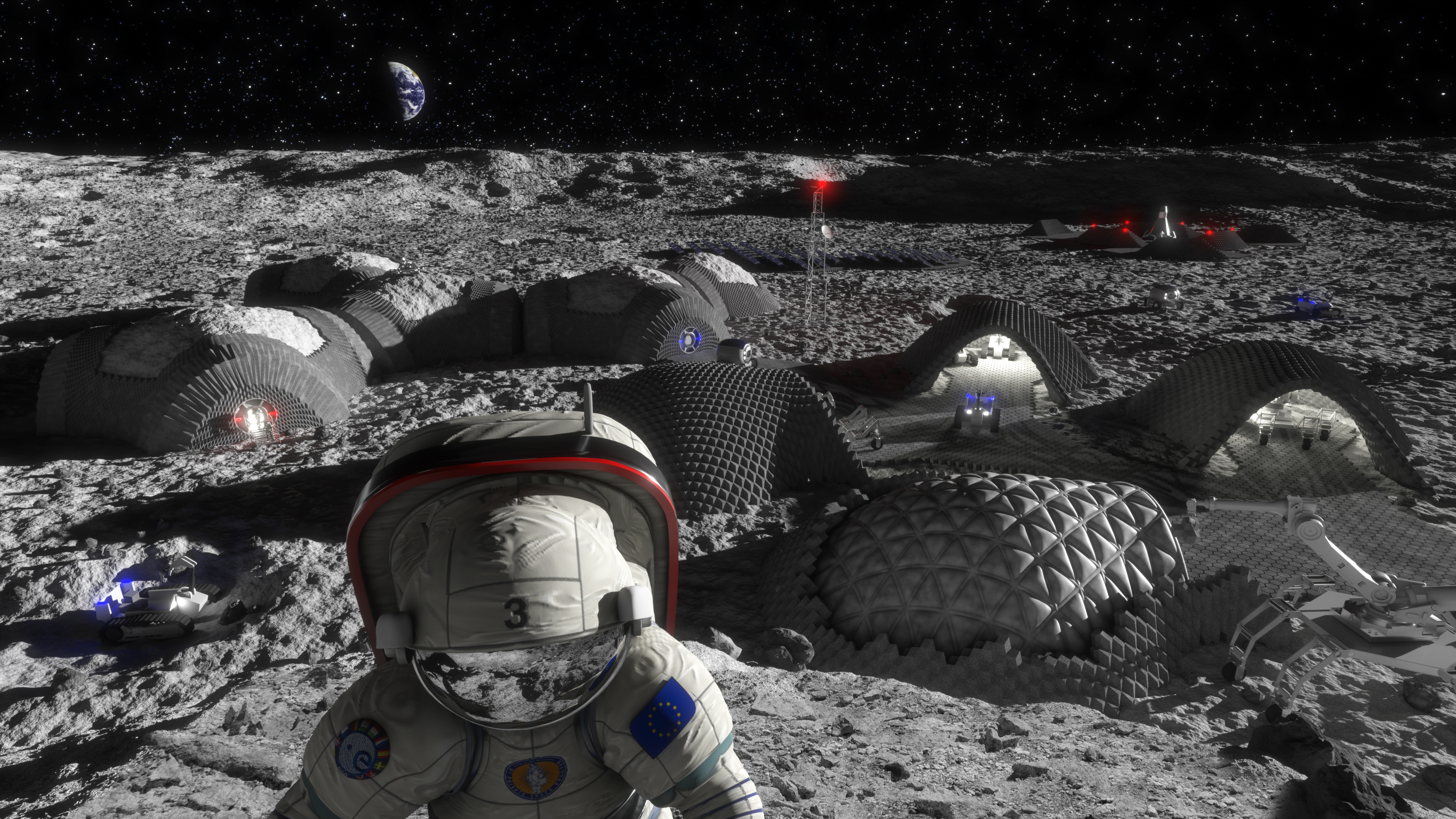
Una visión de una futura base lunar que podría producirse y mantenerse utilizando la impresión 3D.

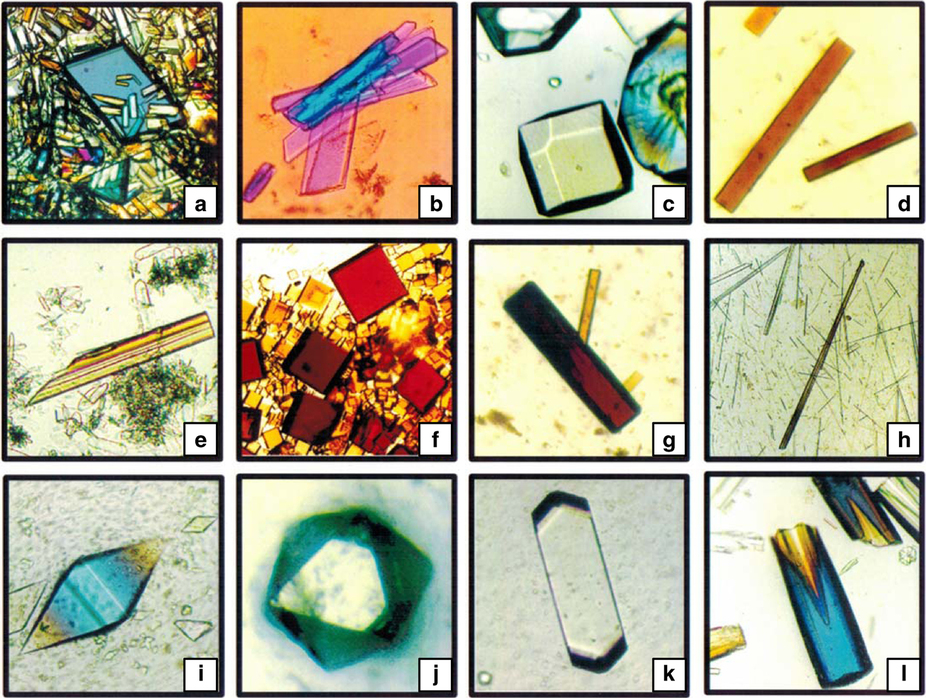
Cristales cultivados por científicos estadounidenses en la estación espacial rusa Mir in 1995: (A) romboédricocanavalina、(B) Creatina quinasa、 (C) Lisozima、(D) Carne de vacunoCatalasa、(E)porcinoα-Amilasa、(F) catalasa fúngica、(G) mioglobina、(H) Lectina、(I) Taumatina、(J) Apo-Ferritina、(K) Tobacco virtovirus 1 y (L) Canavalina hexagonal.

Hay varias razones que apoyan la fabricación en el espacio:
- El entorno espacial, en particular los efectos de la microgravedad y el vacío, permiten investigar y producir bienes que de otro modo no podrían fabricarse en la Tierra.

- La extracción y el procesamiento de materias primas de otros Utilización de recursos in situ, podría permitir misiones de exploración espacial más sostenibles a un coste reducido en comparación con el lanzamiento de todos los recursos necesarios desde la Tierra.

- Las materias primas podrían transportarse a la órbita baja de la Tierra, donde podrían transformarse en productos que se envíen a la Tierra. Al sustituir la producción terrestre, se busca preservar la Tierra.

- Las materias primas de muy alto valor, por ejemplo el oro, la plata o el platino, podrían ser transportadas a la órbita baja de la Tierra para ser procesadas o transferidas a la Tierra, lo que se cree que tiene el potencial de ser económicamente viable.

## Historia
Durante la misión Soyuz 6 de 1969, los cosmonautas rusos realizaron los primeros experimentos de soldadura en el espacio. Se probaron tres procesos de soldadura diferentes utilizando una unidad de hardware llamada Vulkan. Las pruebas incluían la soldadura de Aluminio, titanio y acero inoxidable.
La misión Skylab, lanzada en mayo de 1973, sirvió de laboratorio para realizar diversos experimentos de fabricación espacial. La estación estaba equipada con una instalación de procesamiento de materiales que incluía un horno industrial polivalente, una cámara de crecimiento de cristales y un Soldadura con rayo de electrones. Entre los experimentos que se iban a realizar estaban la investigación sobre el procesamiento de metales fundidos; la fotografía del comportamiento de materiales encendidos en gravedad cero; el crecimiento de cristales; el procesamiento de aleaciones inmiscibles; la soldadura de tubos de acero inoxidable, la soldadura por haz de electrones y la formación de esferas a partir de metal fundido. La tripulación dedicó un total de 32 horas-hombre a la investigación de la ciencia de los materiales y la fabricación espacial durante la misión.
El Space Studies Institute comenzó a organizar una "Conferencia de Fabricación Espacial" bianual en 1977.
La investigación en microgravedad sobre el procesamiento de materiales continuó en 1983 utilizando la instalación Spacelab. Este módulo ha sido puesto en órbita 26 veces a bordo del Transbordador STS.En este papel, el transbordador sirvió como plataforma provisional de investigación de corta duración antes de la finalización de la Estación Espacial Internacional.

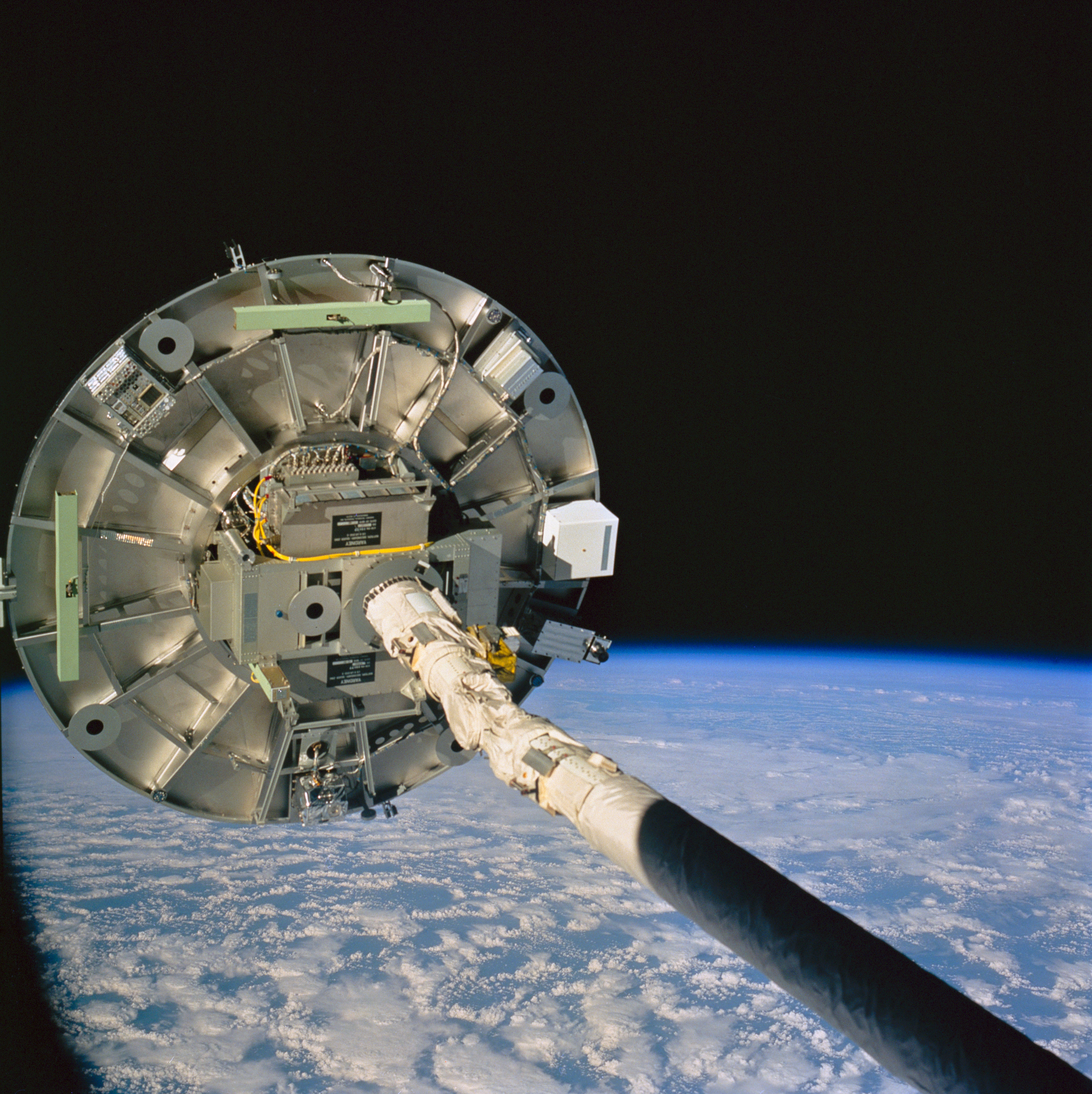
La instalación del Escudo de Estela es desplegada por el Canadarm. NASA image

En febrero de 1994 y septiembre de 1995, el transbordador espacial puso en órbita la Wake Shield Facility. Esta plataforma de demostración utilizaba el vacío creado en la estela orbital para fabricar películas finas de arseniuro de galio y de aluminio.
El 31 de mayo de 2005 se puso en órbita el laboratorio recuperable no tripulado Foton-M2. Entre los experimentos realizados se encuentran el crecimiento de cristales y el comportamiento del metal fundido en ingravidez.
La finalización de la Estación Espacial Internacional ha proporcionado instalaciones ampliadas y mejoradas para realizar investigaciones industriales. Éstas han conducido y seguirán conduciendo a mejoras en nuestro conocimiento de las ciencias de los materiales, a nuevas técnicas de fabricación en la Tierra y, potencialmente, a algunos descubrimientos importantes en los métodos de fabricación en el espacio. La NASA y Tethers Unlimited probarán el Refabricador a bordo de la ISS, cuyo objetivo es reciclar el plástico para su uso en la fabricación aditiva espacial.
El Levitador Electromagnético del Laboratorio de Ciencias de los Materiales (MSL-EML) a bordo del Laboratorio Columbus es una instalación científica que puede utilizarse para estudiar las propiedades de fusión y solidificación de diversos materiales. El Laboratorio de Ciencias de los Fluidos (FSL) se utiliza para estudiar el comportamiento de los líquidos en microgravedad.

## Propiedades de los materiales en el entorno espacial
Hay varias diferencias únicas entre las propiedades de los materiales en el espacio en comparación con los mismos materiales en la Tierra. Estas diferencias pueden aprovecharse para producir técnicas de fabricación únicas o mejoradas.
- El entorno de microgravedad permite controlar la convección en líquidos o gases y eliminar la sedimentación. La difusión se convierte en el principal medio de mezcla de materiales, permitiendo que se entremezclen materiales que de otro modo serían inmiscibles.
- El entorno permite un mayor crecimiento de cristales más grandes y de mayor calidad en la solución.
- El vacío ultralimpio del espacio permite la creación de materiales y objetos muy puros. El uso de la deposición de vapor permite construir materiales capa por capa, libres de defectos.
- La tensión superficial hace que los líquidos en microgravedad formen esferas perfectamente redondas. Esto puede causar problemas cuando se trata de bombear líquidos a través de un conducto, pero es muy útil cuando se necesitan esferas perfectas de tamaño consistente para una aplicación.
- El espacio puede proporcionar fácilmente extremos de calor y frío. La luz del sol puede enfocarse para concentrar el calor suficiente para fundir los materiales, mientras que los objetos mantenidos en la sombra perpetua están expuestos a temperaturas cercanas al cero absoluto. El gradiente de temperatura puede aprovecharse para producir materiales fuertes y vidriosos.

## Tratamiento del material
Para la mayoría de las aplicaciones de fabricación, deben satisfacerse los requisitos específicos de los materiales. Los minerales tienen que ser refinados para extraer metales específicos, y los compuestos orgánicos volátiles tendrán que ser purificados. Lo ideal es que estas materias primas lleguen al lugar de procesamiento de forma económica, donde el tiempo de llegada, la Propulsión energía, y los costes de Extractivismo  se tienen en cuenta en el proceso de planificación. Los minerales pueden obtenerse de asteroides, la superficie lunar o un cuerpo planetario. Los volátiles podrían obtenerse de un cometa, de una condrita carbonosa o de asteroides C-Type o de las lunas de Marte o de otros planetas. También puede resultar posible extraer hidrógeno en forma de hielo de agua o minerales hidratados de las trampas frías de los polos de la Luna.
A menos que el procesamiento de los materiales y los lugares de fabricación estén ubicados junto a las instalaciones de extracción de recursos, las materias primas tendrían que ser trasladadas por el Sistema Solar. Se han propuesto varios medios de propulsión para este material, como vela solar, vela eléctrica, vela magnética, propulsor iónico eléctrico, propulsor electrotérmico de microondas o Catapulta electromagnética (este último método utiliza una secuencia de electroimanes montados en línea para acelerar un material conductor).
En la instalación de procesamiento de materiales, los materiales entrantes tendrán que ser capturados por algún medio. Los cohetes de maniobra acoplados a la carga pueden estacionar el contenido en una órbita adecuada. Alternativamente, si la carga se mueve a un bajo delta-v en relación con el destino, entonces puede ser capturada por medio de un Catapulta electromagnética. Éste podría consistir en una gran red flexible o una estructura inflable que transferiría el momento de la masa a la instalación más grande. Una vez en el lugar, los materiales pueden ser trasladados a su sitio por medios mecánicos o por medio de pequeños propulsores.
Los materiales pueden utilizarse para la fabricación bien en su forma bruta, bien procesándolos para extraer los elementos que los componen. Las técnicas de procesamiento incluyen varios métodos de separación química, térmica, electrolítica y imán. A corto plazo, pueden utilizarse métodos relativamente sencillos para extraer aluminio, hierro, oxígeno y silicio de fuentes lunares y asteroidales. Los elementos menos concentrados requerirán probablemente instalaciones de procesamiento más avanzadas, que quizá tengan que esperar hasta que se desarrolle plenamente una infraestructura de fabricación espacial.
Algunos de los procesos químicos requerirán una fuente de hidrógeno para la producción de agua y mezclas Ácido. El gas hidrógeno también puede utilizarse para extraer oxígeno del regolito lunar, aunque el proceso no es muy eficiente. Así que una fuente fácilmente disponible de volátiles útiles es un factor positivo para el desarrollo de la fabricación espacial.  Como alternativa, se puede liberar oxígeno del regolito lunar sin reutilizar ningún material importado, calentando el regolito a 2,5 grados Celsius (36,5 °F) en el vacío.  Esto se probó en la Tierra con simulante lunar en una cámara de vacío.  Hasta un 20% de la muestra se liberó como oxígeno libre.  Eric Cardiff llama al resto escoria.  Este proceso es muy eficiente en términos de materiales importados utilizados por lote, pero no es el proceso más eficiente en energía por kilogramo de oxígeno.
Un método propuesto para purificar los materiales de los asteroides es el uso de monóxido de carbono (CO). Calentar el material a 500 grados Fahrenheit (260 °C) y exponerlo al CO hace que los metales formen Grupo carbonilo gaseosos. Este vapor puede destilarse para separar los componentes metálicos, y el CO puede recuperarse mediante otro ciclo de calentamiento. Así, una nave automatizada puede raspar materiales superficiales sueltos de, por ejemplo, la relativamente cercana (4660) Nereus (en términos de delta-v), procesar el mineral utilizando el calentamiento solar y el CO, y finalmente regresar con una carga de metal casi puro. La economía de este proceso puede permitir la extracción del material a una vigésima parte del coste del lanzamiento desde la Tierra, pero requeriría un viaje de ida y vuelta de dos años para devolver el mineral extraído.

## Impresión 3D en el espacio
La opción de impresión 3D artículos en el espacio tiene muchas ventajas sobre la fabricación situada en la Tierra. Con las tecnologías de impresión 3D, en lugar de exportar herramientas y equipos desde la Tierra al espacio, los astronautas tienen la opción de fabricar directamente los artículos necesarios. Los modelos de fabricación bajo demanda hacen que los viajes espaciales de larga distancia sean más factibles y autosuficientes, ya que las excursiones espaciales requieren menos carga. También mejora la seguridad de las misiones.

## Productos
Se cree que hay una serie de productos útiles que pueden fabricarse potencialmente en el espacio y resultar en un beneficio económico. Se requiere investigación y desarrollo para determinar cuáles son los mejores productos que se pueden producir y para encontrar métodos de producción eficientes. Los siguientes productos se consideran posibles candidatos iniciales:
- Crecimiento de cristales de proteínas
- Obleas de semiconductores mejoradas
- Microencapsulación

## Desafíos
Se espera que el entorno espacial sea beneficioso para la producción de diversos productos, siempre y cuando se puedan superar los obstáculos que lo impiden. El coste más importante es la superación del obstáculo energético para poner los materiales en órbita. Una vez que esta barrera se reduzca significativamente en coste por kilogramo, el precio de entrada de la fabricación espacial puede hacerla mucho más atractiva para los empresarios. Una vez pagados los elevados capitalización del montaje de las instalaciones de minería y fabricación, la producción tendrá que ser económicamente rentable para poder ser autosuficiente y beneficiosa para la sociedad.
Los requisitos económicos de la fabricación espacial implican la necesidad de recoger las materias primas necesarias con un coste energético mínimo. El coste del transporte espacial está directamente relacionado con el delta-v, o cambio de velocidad necesario para desplazarse desde los lugares de extracción hasta las plantas de fabricación. Traer material a la órbita de la Tierra desde cuerpos como asteroides cercanos a la Tierra, Phobos, Deimos o la superficie de la lunar requiere mucho menos delta-v que el lanzamiento desde la propia Tierra, a pesar de las mayores distancias. Esto hace que estos lugares sean económicamente atractivos como fuentes de materias primas.